# Dicranomyia atayal
Dicranomyia atayal är en tvåvingeart som först beskrevs av Alexander 1929.  Dicranomyia atayal ingår i släktet Dicranomyia och familjen småharkrankar. Inga underarter finns listade i Catalogue of Life.